# Kwangbopsa
Kwangbopsa (광법사, 廣法寺) est un monastère bouddhiste fondé au temps du royaume de Goguryeo pendant le règne de Kwanggaetho (r. 391-413) et situé dans l'arrondissement de Taesong à Pyongyang, Corée du Nord. C'était le plus grand de la dizaine de temples construits sur le mont Taesong.
Reconstruit en 1727, détruit pendant la guerre de Corée en juillet 1952 par les bombardements américains, il a été restauré en 1990. L'ensemble comprend actuellement une pagode octogonale en pierre à cinq niveaux entourée par les pavillons Taeung, Tongsung et Sosung ainsi que les portes Haethal et Chonwang. A l'entrée se trouve un étang couvert de lotus et deux stèles indiquant les dates de reconstruction. Le temple a été classé trésor national n° 164, la pagode n° 185.
Le pavillon Taeung est le bâtiment principal. Il possède un double avant-toit de style hapkak supporté par des colonnes rouges et rondes. Richement décoré, il contient trois statuettes de Bouddha dont une de Sakyamuni. 
La porte Haethal contient deux statuettes représentant respectivement un enfant chevauchant un éléphant et un lion. La porte Chonwang, comme son nom l'indique, abrite les statues des quatre gardiens du temple.